# Cauldron (romanzo)
Cauldron è un romanzo techno-thriller del 1993 scritto da Larry Bond.

## Trama

### Antefatti
Un'instabilità economica mondiale nei primi anni del 1990 diventa l'occasione per Francia e Germania di consolidare il loro potere in Europa attraverso la creazione di un'alleanza chiamata Confederazione Europea, abbreviata in EurCon. L'alleanza è comunque continentale solo per il nome; la Francia provvede al potere politico, mentre la Germania a quello economico. Le instabilità politiche e le differenze delle suddette nazioni con gli Stati Uniti d'America portano alla dissoluzione della NATO nel 1996.

### Storia
La trama del libro è ambientata nel 1998. A causa dell'arrivo in Europa di immigranti dal Nord Africa in cerca di lavoro, delle sommosse in Francia e Germania spingono i governi di ambedue gli stati a costringere diverse nazioni dell'ex-Patto di Varsavia ad accettarli in varie fabbriche. La prima di queste è uno stabilimento Eurocopter in Ungheria. Per assicurarsi una futura collaborazione, dei governi militari prendono il potere in alcune delle nazioni coinvolte. Intanto, l'esercito russo attua un colpo di Stato e mette il presidente russo agli arresti domiciliari.
Polonia, Repubblica Ceca e Slovacchia si drizzano contro l'EurCon, la quale inizia a schierare truppe ai confini. La Francia inoltre negozia con la Russia un'interruzione del trasporto di metano alla Polonia. Gli Stati Uniti intervengono in soccorso inviando una metaniera verso Danzica, ma le forze francesi riescono ad affondarla. Di conseguenza, gli Stati Uniti iniziando l'invio di convogli navali militari per forzare un passaggio e mantenere le linee di rifornimento aperte.
L'oppressione francese in Europa centro-orientale inizia a prendere forma nel maggio 1998, quando una rivolta popolare in Ungheria si conclude con il rovesciamento del regime. Vedendo la rivolta come una potenziale miccia per altre sommosse, la Francia decide di invadere l'Ungheria. Le forze armate di quest'ultima, insieme al supporto della Polonia, riescono però a rallentare le forze francesi.
Francia e Germania invadono la Polonia due mesi dopo l'attacco all'Ungheria. Considerata la pesante opposizione, i polacchi capiscono che le forze EurCon mirano a stringere le forze polacche in una manovra a tenaglia, spingendole verso est. Nel frattempo, i convogli americani sono ancora in viaggio nel Mare del Nord diretti verso la Polonia. L'EurCon mobilità la propria forza aerea per contrastare gli americani che, prevedendo una risposta del genere, hanno teso una trappola. Buona parte dei velivoli inviati vengono abbattuti e il tentativo di distruggere la flotta americana con un ASMP viene sventata. In risposta, gli Stati Uniti danno il via all'Operazione Contrappeso, che consiste in una serie di bombardamenti contro infrastrutture nemiche in Francia e Germania. Una serie di incursioni di B-52 distruggono stabilimenti francesi a Metz, mentre un attacco strategico distrugge silo di IRBM nel Plateau d'Albion.
Dietro le quinte, la Francia cerca l'intervento russo contro le forze anti-EurCon, che si stanno battendo per ritardare le forze franco-tedesche e far guadagnare tempo a quelle americane dirette verso Danzica. Agenti della CIA contattano alcuni ufficiali russi lealisti e tentano di fermare i negoziati franco-russi in una dacia in campagna. Nonostante i negoziati si siano conclusi, i due emissari vengono eliminati prima che possano diramare gli ordini. Inoltre, il presidente russo viene tratto in salvo, mentre le truppe russe ammassate al confine con la Polonia in attesa dell'autorizzazione per l'attacco ricevono l'ordine di ritirarsi.
L'attacco dell'EurCon viene definitivamente bloccato quando elementi dell'101ª Divisione Aviotrasportata americana mantengono la linea in un'area boschiva vicino alla città di Świecie, in tempo per permettere alle divisioni corazzate americane di rafforzarli. Irritati dalla mancanza di ricognizione delle forze statunitensi, i comandanti francesi considerano di reindirizzare parte delle altre forze EurCon in Ungheria per unirsi in una spinta verso nord. Un colonnello tedesco, già arrabbiato con i francesi riguardo al loro atteggiamento di tenere le proprie truppe dietro le linee nemiche mentre i soldati tedeschi sono lasciati a morire come carne da macello, decide di disertare le proprie truppe e abbandonare quelle francesi. Successivamente i tedeschi affrontano un assalto francese contro un loro posto di comando. Notizie dell'attacco e le rivelazioni riguardo ai negoziati franco-russi costringono la Germania a ritirarsi dall'EurCon; il cancelliere tedesco che negoziò l'adesione della nazione si dimette dalla carica. Con l'assistenza degli Stati Uniti, Belgio e Paesi Bassi dichiarano guerra alla Francia, la quale si ritrova priva di alleati dopo che tutti gli altri paesi membri dell'EurCon si ritirano.
La Quinta Repubblica cessa di esistere quando il presidente francese Nicolas Desaix, che progettò la creazione della Confederazione Europea viene arrestato e alcuni sicari assoldati dal DGSE lo uccidono in cella. L'assassinio spinge la nuova Sesta Repubblica francese a recidere i propri legami con il DGSE e le organizzazioni affiliate. Con la guerra finalmente conclusa, gli Stati Uniti organizzano un summit sul libero scambio a Londra.

## Personaggi
Nicolas DesaixMinistro degli Esteri francese e successivamente presidente.
Ross Huntington IIIIndustriale statunitense, stretto amico del Presidente.
Wilhelm von SeelowColonnello tedesco del Bundeswehr che viene eletto al Bundestag dopo la guerra.

## Critica
Il libro ha ricevuto recensioni positive.
Kirkus Reviews ha elogiato il romanzo per il suo cast di personaggi e per l'accurata rappresentazione delle operazioni militari.
George Leef del The Freeman ha lodato la trama del libro come un potenziale risultato della rottura del libero scambio nel mondo e ha notato le ambizioni di Desaix per la Francia ad aspirare alla gloria Napoleonica.
Publishers Weekly ha apprezzato come la prosa scorra bene nella trama, ma ha dichiarato che era meglio evitare un epilogo "troppo confuso".